# Марі д'Агу
Марі Катрін Софі де Флавіньї, в шлюбі графиня д'Агу (фр. Marie Catherine Sophie de Flavigny, comtesse d'Agoult; 31 грудня 1805, Франкфурт-на-Майні — 5 березня 1876, Париж) — французька письменниця, публікувалася під псевдонімом Даніель Стерн (Daniel Stern). У 1835—1839 роках — фактична дружина Ференца Ліста, мати його трьох дітей.

## Біографія
Народилася у Франкфурті-на-Майні, де її батько, віконт де Флавіньї, під час еміграції одружився з удовою з відомого банкірського дому Марі Бетман-Бусман. Вихована в одному з паризьких монастирів, вона в 1827 році вступила в шлюб з графом д'Агу і потім довго подорожувала по Швейцарії, Італії та Німеччини. Вони розлучилися в 1835 році, після чого почався роман Марі з Ференцем Лістом, вона народила від нього своїх молодших дітей.
Її перші повісті «Hervé», «Julien», «Valentia», «Nélida» з'явилися в 1841—1845 в фейлетоні газети «Presse» і справили враження. Потім в «Ревю де Де Монд» були надруковані її статті про німецькі справи, а в «Revue Indépendante» (1847) вміщено доповнення до них.
Після Лютневої революції 1848 графиня д'Агу перейшла до політичної літературі і написала «Lettres républicaines» («Республіканські листи»), в яких звичаям і людям за царювання Луї-Філіпа дана досить сувора оцінка, і «Histoire de la révolution de 1848» («Історія революції 1848 року», 2 т., 1861), в якій, навпаки, всі події і діячі того часу не в міру звеличуються.
Графиня д'Агу писала також в белетристичній формі максим і афоризмів: в її «Esquisses morales» («Моральних нарисах», 1849) викладено погляди автора на сучасні прагнення і злоби дня, на зіткнення між мораллю і пристрастями і на різні положення в людському житті.
Потім з'явилися на світ: «Trois journées de la vie de Marie Stuart» (1856); «Florence et Turin», естетичні і політичні етюди (1862); «Dante et Goethe», розмова (1866); «Histoire des commencements de la république aux Pays-Bas» (1872).
Графиня д'Агу залишила після себе том мемуарів («Mes souvenirs» 1877), в яких зображує суспільство часів Реставрації.

## Сім'я
Дочка графині д'Агу від її офіційного чоловіка Клер-Крістін (1830–1912), графиня де Шарнасе, була одружена з графом Жираром де Шарнасе. Писала під псевдонімом К. де Со.
Діти від Ференца Ліста: 
Бландінa Ліст (1835—1862) була одружена з французьким політиком Емілем Олів'є.
Козіма Ліст (1837—1930). Спочатку перебувала в шлюбі з диригентом і піаністом Гансом фон Бюловим, а 1870-го одружилася з Ріхардом Вагнером. 
Данієль Ліст (1839—1859), єдиний син композитора, також подавав надії як музикант, але помер у 20-річному віці від туберкульозу.